# 京都大学基礎物理学研究所
京都大学基礎物理学研究所（きょうとだいがくきそぶつりがくけんきゅうしょ、英語: Yukawa Institute for Theoretical Physics、略称: 基研、YITP）は、理論物理学を専門とする京都大学の附置研究所。文部科学省国際共同利用・共同研究拠点。英称には湯川秀樹の名を冠している。

## 概要
1949年に湯川秀樹が日本人としては初めてのノーベル賞を受賞し、それを記念して1952年に設立された、京都大学湯川記念館を前身とする。設立目的は「素粒子論その他の基礎物理学の研究」である。
設立前の構想の段階から全国共同利用研究所の理念が謳われており、1952年7月に東京大学の宇宙線観測所（現東京大学宇宙線研究所）とともに全国共同利用研究所の第一号となった。1953年（昭和28年）には、国際理論物理学会議（場の理論、統計力学を中心とする基礎物理学について）を開催した。
1953年8月、京都大学附置の「基礎物理学研究所（英語: Research Institute for Fundamental Physics、略称：RIFP）となり、従来の「湯川記念館 (Yukawa Hall)」は現在では建物の名称となり残されている。
非常に多くの研究会を開催しており、理論物理学領域における国際研究拠点である。日本における理論物理学教育および研究の中心的存在である。
中間子を予測した湯川秀樹をはじめ、ニュートリノ振動を予測した牧二郎、一般相対性理論における冨松佐藤解を導いた佐藤文隆、中野西島・ゲルマン則の西島和彦、長岡強磁性の長岡洋介、小林・益川理論の益川敏英、ゲージ場における九後小嶋閉じ込め条件の九後汰一郎などが、所長を務めた。
理論物理学の研究を行う研究機関と研究協力協定を締結している。また、2015年12月まで科学分野でのプレプリントサーバである、arXiv の国内ミラーを運営していた。

## 沿革

### 施設
- 1952年（昭和27年）4月 - 地上3階地下1階、延面積1253m2[3]の建物が竣工。
- 1955年（昭和30年）4月 - 湯川記念財団設立のための世話人の一人であった下中弥三郎（平凡社社長）が、左京区北白川小倉町（基研から徒歩5分の閑静な住宅地内にある）の家屋を寄付し、基研の共同利用研究者用の宿舎（「白川学舎」）となる。（木造2階建て、定員12名）
- 1956年（昭和31年）4月5日[8] - 白川学舎が、湯川記念財団の発足とともに財団の所有となる。
- 1960年（昭和35年） - 3階建、延面積706m2の研究棟を増築。
- 1968年（昭和43年） - 白川学舎が京都大学に寄付される。
- 1969年（昭和44年） - 白川学舎が建て替えられ、鉄筋コンクリート3階建て、延面積452m2 の建物が竣工（宿泊定員は24名。新しい建物は基研と数理解析研究所共用の共同利用宿舎、北白川学舎として現在に至っている。）。
- 1990年（平成2年） - 基研と広島大学理論物理学研究所が合併、広大理論物理学研の一時移転先が京大宇治キャンパスの旧工業教員養成所の建物となる。
- 1995年（平成7年）7月 - 旧棟（現：湯川記念館）北側の敷地に、新研究棟が竣工（地上5階地下1階、延面積3331m2）、宇治から統合。

### 合併
1990年に広島大学理論物理学研究所（1944年設置、英語: Research Institute for Theoretical Physics、略称：RITP）と合併、これを機に英名を "Yukawa Institute for Theoretical Physics" に変更した。

## 主な事業
1. 理論物理学領域や実験物理学領域での国際会議の運営を行う事務局になることが多い。国際会議に関しては、京都国際会館などの施設を借りて行う。過去には、南部陽一郎、スティーヴン・ホーキングやロジャー・ペンローズなどを招請して、基調講演などを行ってもらったこともある。
2. 理論物理刊行会などを設けており、京都大学大学院理学研究科をはじめとする大学から発信される理論物理学論文の刊行を行っている。京都大学内には、他に非営利中間責任法人京都大学学術図書刊行会があり、こちらとも共同で Supplement に相当する論文集なども刊行している。
3. 世界物理年関連事業として、独立行政法人科学技術振興機構 (JST) と協力して、ノーベル賞物理学者の論文などを、JST のサイトに掲載した。
4. 西宮湯川記念賞などを積極的に支援し、受賞理由などの選考を行っている。
5. 海外との間でも、研究者の受け入れを実施している。
6. 財団法人湯川記念財団との間でも密接な関係にあり、奨学研究者を公募採用している。また、財団では湯川国際セミナー (YKIS) 参加者への援助や、研究所滞在の外国人研究者への援助なども行っている。
7. 刊行事業として、Progress of Theoretical Physics (PTP) の他、素粒子論研究や物性研究を刊行している。PTP の Supplement に掲載されるもの以外の資料類は、こちらに掲載される。

## 研究部門
3部門、13分野で構成されている。
- 物理学基礎研究部門
  - 超弦理論分野
  - 超対称性理論分野
  - 非摂動論的場の量子論分野
  - 量子重力理論分野
- 物質構造研究部門
  - 原子核構造分野
  - 凝縮系物理分野
  - 非平衡系物理学分野
  - ハドロン・クォーク多体論分野
- 極限構造研究部門
  - 宇宙構造分野
  - 重力波物理学分野
  - 初期宇宙分野
  - クォーク・レプトン物理学分野
  - 素粒子論的宇宙物理学分野（外国人客員）

## 教育
1994年から、主として京都大学大学院理学研究科の物理学・宇宙物理学専攻から大学院生を若干名受け入れ、前期・後期の大学院教育も行っている。

## 歴代所長一覧
（出典：）
| 代     | 氏名       | 在任時期                      | 専門分野       | 備考 |
| ------ | ---------- | ----------------------------- | -------------- | ---- |
| 初代   | 湯川秀樹   | 1953年5月01日 - 1970年3月31日 | 素粒子論       |      |
| 第2代  | 牧二郎     | 1970年4月01日 - 1976年3月31日 | 素粒子論       |      |
| 第3代  | 佐藤文隆   | 1976年4月01日 - 1980年3月31日 | 宇宙論・相対論 |      |
| 第4代  | 牧二郎     | 1980年4月01日 - 1986年3月31日 | 素粒子論       | 再任 |
| 第5代  | 西島和彦   | 1986年4月01日 - 1990年3月31日 | 素粒子論       |      |
| 第6代  | 長岡洋介   | 1990年4月01日 - 1997年3月31日 | 物性理論       |      |
| 第7代  | 益川敏英   | 1997年4月01日 - 2003年3月31日 | 素粒子論       |      |
| 第8代  | 九後汰一郎 | 2003年4月01日 - 2007年3月31日 | 素粒子論       |      |
| 第9代  | 江口徹     | 2007年4月01日 - 2011年3月31日 | 素粒子論       |      |
| 第10代 | 九後汰一郎 | 2011年4月01日 - 2013年3月31日 | 素粒子論       | 再任 |
| 第11代 | 佐々木節   | 2013年4月01日 - 2017年3月31日 | 宇宙論・相対論 |      |
| 第12代 | 青木愼也   | 2017年4月01日 - 2025年3月31日 | 素粒子論       |      |
| 第13代 | 早川尚男   | 2025年4月01日 - 現職          | 物性理論       |      |

所長の選任は研究所の運営委員会および評議員会の議による。任期は2年。再任の妨げはなく、数期務めるのが通例である。第2代・第4代の牧二郎や第8代・第10代の九後汰一郎のように、一度退任した後に再度選任される場合もある。

## 所在地
- 京都府京都市左京区北白川追分町 京都大学理学部構内
  - 京都大学北部地区キャンパスに相当する、理学部構内にある。本館は湯川記念館（旧館）、新館は研究棟。

## 運営機関
- 京都大学
  - 京都大学大学院理学研究科・理学部

## 関連団体
- 広島文理科大学 (旧制)#理論物理学研究所 - 基礎研に統合された「広島大学理論物理学研究所」についての沿革を含む。
- 日本物理学会京都支部
- 理論物理学刊行会

## 刊行物
- Progress of Theoretical Physics（PTP・理論物理学の進歩・プログレス） - 本研究所と日本物理学会の共同事業で刊行を行う理論物理学領域の学術論文月刊誌。